# Beauregard (Muppet)
Beauregard is de dikke en vriendelijke klusjesman uit The Muppet Show. Hij wordt soms aangesproken als Beau of Bo. Het is ongekend tot welke diersoort hij behoort, hoewel de ratten van het theater hem beschouwen als een soortgenoot. Hij nam in seizoen 3 vanaf aflevering 10 de taak over van George. Beauregard is behulpzaam en wil anderen helpen, maar meestal loopt dat catastrofaal af. Bo is supersterk en kan eigenhandig zeer zware zaken verplaatsen zoals grote sofa's en piano's. Hij is nogal naïef waardoor anderen hem misbruiken om er zelf beter van te worden. Beauregard wordt af en toe geassisteerd door Beaker. Beauregard draait zich regelmatig naar de camera en zegt dan "Right".
Beauregard verschijnt in diverse sketches al dan niet ongewild. Zo heeft hij af en toe een rol in het dierenhospitaal zoals in aflevering 501. Het gebeurt ook dat hij nog attributen op het podium komt plaatsen en zich dan realiseert dat de sketch al begonnen is.
Toen de ratten Beauregard als hun leider hadden aangeduid, ontstond er een kleine rel. Kermit stelde hem voor een ultimatum: ofwel moesten de ratten weg, ofwel Beauregard. Uiteindelijk kon Miss Piggy Kermit overtuigen om het ultimatum in te trekken.

## Filmografie
Het personage was te zien in een aantal films waaronder
- The Great Muppet Caper: als taxichauffeur waar hij met zijn taxi het hotel letterlijk binnenreed.
- The Muppets at Walt Disney World waar hij met Miss Piggy in diverse attracties is te zien
- The Muppets Take Manhattan
- The Muppets: A Celebration of 30 Years
- It's a Very Merry Muppet Christmas Movie
- The Muppets: Als zijn gewone ik. Daar werd duidelijk dat hij al die jaren achterbleef in het Muppettheater.

## De Nederlandse stem
- De Nederlandse stem van Beauregard is Paul Disbergen in The Muppets, Muppets Most Wanted en Muppets Haunted Mansion.